# Військова академія РХБЗ та інженерних військ
Військова академія військ радіаційного, хімічного та біологічного захисту та інженерних військ імені Маршала Радянського Союзу С. К. Тимошенка — державний багаторівневий вищий військовий освітній заклад, розміщений у Костромі.
Академія створена як Військово-хімічна академія РСЧА на базі військово-хімічного відділення Військово-технічної академії РСЧА та 2-го Московського хіміко-технологічного інституту 1932 року.

## Загальні відомості

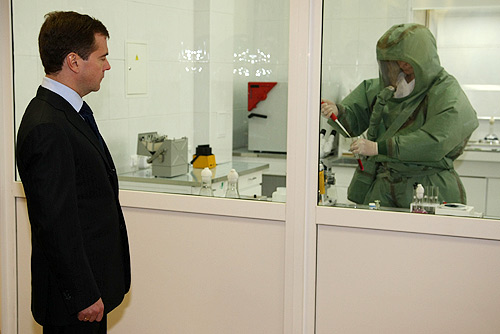
Президент Росії Д. А. Медведєв під час візиту до Академії 15 травня 2008 року

За своєю організаційно-правовою формою академія є федеральним державним військовим казенним освітнім закладом вищої професійної освіти Міністерства оборони Російської Федерації (МО Росії) та відповідно до ліцензії реалізує програми вищої та середньої професійної освіти, післявузівської та додаткової професійної освіти.
Академія — це єдиний свого роду вищий військово-навчальний заклад Збройних Сил Росії, крупний науковий центр з проблем технології органічних речовин, розробки та виробництва спеціальних матеріалів і засобів біологічного захисту військ та навколишнього середовища.
Підготовка спеціалістів вищої кваліфікації здійснюється для всіх видів Збройних Сил, федеральних органів виконавчої влади Росії та інших держав. З 2010 року організовано підготовку спеціалістів з федеральної цільової програми «Національна система хімічної та біологічної безпеки Російської Федерації на 2009–2012 роки».
За структурою Академія складається з управління (командування, різних відділів та служб), основних підрозділів (6 факультетів, кафедр, науково-дослідних лабораторій, підрозділів забезпечення навчального процесу). В академії працюють 28 докторів наук та 196 кандидатів наук (2010).

## Історія академії
Військово-хімічна академія РСЧА була створена відповідно до постанови Ради праці та оборони, наказом Реввоєнради СРСР № 039 від 13 травня 1932 року, на базі військово-хімічного відділення Військово-технічної академії РСЧА та 2-го Московського хіміко-технологічного інституту. Формування академії завершилось до 1 жовтня 1932 року. До її складу увійшли військово-інженерний, спеціальний та промисловий факультети. Наказом Реввоєнради СРСР № 31 від 15 травня 1934 року їй було надано ім'я К. Є. Ворошилова. Наказом НКО N 125 від 19 липня 1937 року академія була перейменована на Військову академію хімічного захисту імені К. Є. Ворошилова.
Академію було укомплектовано професорсько-викладацькими кадрами, здатними не тільки забезпечити високий рівень підготовки слухачів, але й успішно вирішувати складні наукові проблеми, які ставили інтереси обороноздатності країни.
Історія подальшого розвитку академії зумовлювалась інтенсивною підготовкою держав фашистського блоку до розв'язування світової війни з використанням хімічної зброї. Це визначило необхідність забезпечення надійного протихімічного захисту Червоної Армії й технічного переозброєння хімічних військ. Для вирішення цих завдань були необхідні спеціалісти — військові хіміки вищої кваліфікації. Підготовка їх в академії вважалась одним з найважливіших заходів зі зміцнення обороноздатності країни у повоєнні роки.
1958 року розпорядженням Ради Міністрів СРСР від 27 травня № 2052 академія перейменована на Військову академію хімічного захисту (найменування «імені Ворошилова» — знято). За бойові заслуги в підготовці офіцерських кадрів та у зв'язку з 50-річчям Радянської армії та ВМФ указом Президії Верховної Ради СРСР від 22 лютого 1968 року академію було нагороджено орденом Бойового Червоного Прапора й отримала найменування «Червонопрапорна Військова академія хімічного захисту». У зв'язку з увіковіченням пам'яті Маршала Радянського Союзу Семена Тимошенка 1970 року академії було надано найменування «Військова Червонопрапорна академія хімічного захисту імені Маршала Радянського Союзу С. К. Тимошенка» (постанова Ради Міністрів СРСР від 19 травня 1970 року). 1982 року з нагоди 50-річчя з дня заснування нагороджена орденом Жовтневої Революції.
За роки існування академії для збройних сил підготовлено близько 10 000 офіцерів та понад 5 000 спеціалістів хімічної промисловості. Понад 30 випускників академії отримали звання Героя Радянського Союзу, 8 — Героя Соціалістичної Праці та 5 — Героя Російської Федерації.
Випускники академії брали участь у бойових діях на річці Халхін-Гол і на Карельському перешийку, у битвах Німецько-радянської війни, в Афганістані, під час ліквідації наслідків аварії на Чорнобильській АЕС.
10 квітня 2006 року розпорядженням уряду Росії до складу академії як структурний підрозділ включено Костромське вище військове командно-інженерне училище РХБ захисту. 1 серпня 2006 року Академію переведено з Москви до Костроми.
16 червня 2007 року в Академії було урочисто відкрито Меморіал Слави військ РХБ захисту.
Розпорядженням уряду Російської Федерації від 24 грудня 2008 року N 1951-р академію було реорганізовано: до її складу включено Нижньогородське вище військово-інженерне командне училище, Саратовський військовий інститут біологічної та хімічної безпеки й Тюменське вище військово-інженерне командне училище з подальшим перетворенням на їх основі відокремлених структурних підрозділів. Академія отримала сучасне найменування.

## Видатні викладачі й науковці
- Семен Вольфкович
- Іван Кнунянц
- Петро Романков

## Відомі випускники
- Микола Патолічев
- Анатолій Кунцевич
- Іван Мартинов
- Володимир Пікалов
- Вахтанг Чіковані
- Володимир Щербицький